# Mark Moses
Mark Moses (Nova Iorque, 24 de fevereiro de 1958) é um ator americano conhecido pelo personagem Paul Young na série de televisão Desperate Housewives.
Já trabalhou em Big Momma's House 2 como Tom Fuller.